# (33048) 1997 UX4
1997 UX4 (asteroide 33048) é um asteroide da cintura principal. Possui uma excentricidade de 0.19096820 e uma inclinação de 2.80560º.
Este asteroide foi descoberto no dia 20 de outubro de 1997 por Beijing Schmidt CCD Asteroid Program em Xinglong.